# Derek Francis
Derek Francis, född 7 november 1923 i Brighton i Sussex, död 27 mars 1984 i Wimbledon i London, var en brittisk skådespelare. Francis medverkade bland annat i Roger Cormans Edgar Allan Poe-filmatisering Mannen i vaxkabinettet (1964), ett antal Charles Dickens-filmatiseringar, däribland En spökhistoria (1970), Nicholas Nickleby (1977) och En julsaga (1984). Han medverkade även återkommande i Carry On-filmerna under 1960- och 1970-talen.

## Filmografi i urval
- 1960–1962 – Somerset Maugham Hour (TV-serie)
- 1961 – I stället för kärlek
- 1961 – Två levande och en död
- 1962 – Polisinspektören
- 1962 – Nattens ryttare
- 1964 – Mannen i vaxkabinettet
- 1965 – Doctor Who (TV-serie)
- 1965–1968 – Sherlock Holmes (TV-serie)
- 1967 – Forsytesagan (Miniserie)
- 1967 – Månraketen
- 1967 – Ta mej på sängen, doktorn
- 1968 – Nicholas Nickleby (Miniserie)
- 1968 – Middlemarch (Miniserie)
- 1969 – I sista ögonblicket
- 1970 – En spökhistoria
- 1971 – The Rivals of Sherlock Holmes (TV-serie)
- 1971 – Kolla nu tar vi löken
- 1976 – Dickens of London (TV-serie)
- 1977 – Nicholas Nickleby (Miniserie)
- 1977 – Stackars Dennis
- 1977 – Coronation Street (TV-serie)
- 1981 – Great Expectations (Miniserie)
- 1982 – The Agatha Christie Hour (Miniserie)
- 1984 – En julsaga